# Маркелов Михайло Миколайович
Миха́йло Микола́йович Марке́лов (25 жовтня 1911, місто Красноярськ, тепер Російська Федерація — 12 жовтня 1970, місто Іркутськ, тепер Російська Федерація) — радянський діяч, начальник комбінату «Східсибвугілля», голова Ради народного господарства Іркутського (Східно-Сибірського) економічного району. Депутат Верховної Ради СРСР 5—6-го скликань. Герой Соціалістичної Праці (26.04.1957).

## Життєпис
Народився в родині маляра залізничних майстерень. З 1929 року працював теслею будівельної організації міста Красноярська.
У 1936 році закінчив гірничий факультет Томського індустріального (політехнічного) інституту імені Кірова.
У 1936—1943 роках — гірничий майстер шахти «Чорна гора», начальник вентиляції, помічник начальника дільниці, заступник головного інженера, головний інженер та начальник шахти імені Сталіна тресту «Сталінвугілля» («Прокоп'євськвугілля») комбінату «Кузбасвугілля».
Член ВКП(б) з 1941 року.
У 1943—1946 роках — головний інженер комбінату «Кузбасвугілля».
У 1946—1953 роках — керуючий тресту «Прокоп'євськвугілля», головний інженер комбінату «Кемерововугілля», начальник комбінату «Кемерововугілля».
У 1953 — травні 1957 року — начальник комбінату «Східсибвугілля» в місті Іркутську.
29 травня 1957 — 25 грудня 1962 року — голова Ради народного господарства Іркутського економічного адміністративного району.
25 грудня 1962 — грудень 1965 року — голова Ради народного господарства Східно-Сибірського економічного району.
У 1966 — 12 жовтня 1970 року — начальник комбінату «Східсибвугілля» в Іркутську.
Помер 12 жовтня 1970 року в місті Іркутську.

## Нагороди
- Герой Соціалістичної Праці (26.04.1957)
- два ордени Леніна (20.10.1943, 26.04.1957)
- орден Трудового Червоного Прапора (29.06.1966)
- два ордени «Знак Пошани» (17.02.1939, 18.01.1962)
- медаль «За доблесну працю у Великій Вітчизняній війні 1941—1945 рр.»
- медаль «За трудову доблесть» (25.08.1951)
- дві медалі «За трудову відзнаку» (14.04.1942, 4.09.1948)
- знак «Шахтарська слава» І ст.
- знак «Шахтарська слава» ІІ ст.
- знак «Шахтарська слава» ІІІ ст.
- Сталінська премія ІІІ ст. (1943) — за розробку та освоєння методу щитової розробки потужних крутопадаючих пластів вугілля.